# Новопазарско
 Тази статия е за историко-географската област в България.  За историко-географската област в Сърбия вижте Новопазарски санджак.  За общината вижте Нови пазар (община).
Новопазарско е историко-географска област в Североизточна България, около град Нови пазар.
Територията ѝ съвпада приблизително с някогашната Новопазарска околия, а днес включва почти целите общини Нови пазар (без селата Тръница от Провадийско и Правенци от Шуменско), Каспичан (без село Кюлевча от Шуменско) и Никола Козлево, югоизточната част на община Каолиново (без селата Браничево, Гусла, Загориче, Климент, Наум, Пристое, Средковец от Шуменско), както и селата Белоградец и Ягнило в община Ветрино, Радан войвода в община Вълчи дол и Становец в община Хитрино. Разположена е в Лудогорското плато на Източната Дунавска равнина. Граничи с Тервелско и Добричко на север, Провадийско на изток и юг и Шуменско на запад.